# Maggot Brain
Maggot Brain is een album van de Amerikaanse funkband Funkadelic uit 1971. Het genre van het album kan worden omschreven als een mengeling van funk, soul en psychedelia. Het nummer "Can You Get to That" wordt ook gekenmerkt door gospelinvloeden. Voor zijn 9 minuten durende gitaarsolo op het titelnummer ("Maggot Brain") is gitarist Eddie Hazel veel geprezen.

## Tracklist
1. "Maggot Brain" (George Clinton, Eddie Hazel) – 10:20
2. "Can You Get to That" (Clinton, Ernie Harris) – 2:50
3. "Hit It And Quit It" (Clinton, Billy Bass Nelson, Garry Shider) – 3:50
4. "You and Your Folks, Me and My Folks" (Clinton, Judie Jones, Bernie Worrell) – 3:36
5. "Super Stupid" (Clinton, Hazel, Nelson, Tawl Ross) – 3:57
6. "Back in Our Minds" (Fuzzy Haskins) – 2:38
7. "Wars of Armageddon" (Clinton, Tiki Fulwood, Ross, Worrell) – 9:42

### Bonusnummers
Bonusnummers heruitgave 2005:
1. "Whole Lot of BS" (Clinton, Worrell) - 2:11
2. "I Miss My Baby" (Haskins) - 5:02
3. "Maggot Brain (andere versie) (Hazel, Clinton) - 9:35